# Назар
Назар (тур. nazar boncuğu или gökçe munçuk) или Фатимино око назив је за амајлију у облику ока, чији је циљ да носиоца штити од урокљивог ока. Пун модеран турски назив, одакле ова амајлија и потиче, састоји се од речи назар (урокљиво око) и бонџугу (амајлија).
Даље тај назив потиче од арапске речи назара (арап. نظر), што значи поглед. Уз потковице, бели лук, вучји зуб, животињски рог, олово и камење, кристално плаво око је једно од заштитних симбола у тенгризму, старој религији туркијских народа.
Назар је чест призор у Турској, Сирији, Либану, Египту, Јерменији, Ирану, Авганистану, Грчкој, Ираку, Кипру и Азербејџану, где се качи у кућама, канцеларијама, аутомобилима или се уклапа у накит и украсе. Типични назар се прави од ручно прављеног стакла. Боји се у тамноплаву, белу, светлоплаву и црну боју, уз то правећи концентричне кругове или сузолике елипсоидне облике. Понекад тамноплаву боју замењује златна.
Овај симбол се такође користи на другим местима, као што су репови авиона турске приватне авио-компаније Флај ер. Такође је симбол Крајенџина, покретача игре произвођача Крајтек, који су основала три брата турског порекла. Еквивалент назара код семитских народа је хамса, док је код хришћана у питању крстић.